# Rhaphuma innotata
Rhaphuma innotata là một loài bọ cánh cứng trong họ Cerambycidae.